# 35062 Сакураносьо
35062 Сакураносьо (35062 Sakuranosyou) — астероїд головного поясу, відкритий 12 березня 1988 року.
Тіссеранів параметр щодо Юпітера — 3,484.
Названо на честь Сакураносьо (яп. さくらのしょう(桜野小) сакураносьо:).